# لاک‌پشت چرمی
لاک‌پشت پشت‌چرمی یا لاک‌پشت پوستی چرمین (نام علمی: Dermochelys coriacea)، بزرگ‌ترین گونه لاک‌پشت‌های دریایی، و بزرگترین گونهٔ زنده لاک‌پشت به طول ۲٫۵ متر و وزن ۷۰۰ کیلوگرم یا بیشتر است که پس از سه نوع تمساح چهارمین خزنده بزرگ زنده در جهان به‌شمار می‌رود و به عنوان گونه‌ای آسیب‌پذیر در معرض خطر قرار دارد. این تنها گونهٔ زنده در سرده درموکلیس و خانوادهٔ درموکلیده است که به خاطر پوست سخت چرمی‌اش پشت چرمی نامیده می‌شود. پوششی که قطعات استخوان را دربر گرفته‌اند، از نظر متخصصان تکامل ارتباط نزدیکی با لاک استخوانی لاک‌پشت‌های اجدادی دارد.
این لاک‌پشت‌ها با این که اساساً موجودات گرمسیری هستند، در همهٔ قسمت‌های دنیا یافت می‌شوند، به جز مناطق قطبی. آن‌ها در آب سریع، اما در خشکی کند و تنبل هستند. پشت‌چرمی ماده مثل اغلب لاک‌پشت‌های آبزی، به خصوص هنگامی که از آب خارج می‌شود تا تخم بگذارد و آن‌ها را دفن کند، آسیب‌پذیر است. ابتدا هنگام بیرون خزیدن از آب به طرف ساحل، خودش را با ریختن ماسه در پشتش استتار می‌کند، سپس وقتی به نقطه لانه‌سازی رسید، سوراخ بزرگی می‌کند و تخم‌ها را در آن می‌گذارد. بعد از اینکه تخم‌ها مدفون شدند، ماده منطقهٔ اطراف را صاف می‌کند تا به آسانی پیدا نشوند. ماده بوی قوی مشک مانندی در اطراف به جای می‌گذارد تا بوی ناچیز تخم‌ها پوشیده شود. وقتی همه این کارها انجام شد، ماده به دریا بر می‌گردد و نوزادان را کاملاً به حال خود می‌گذارد.

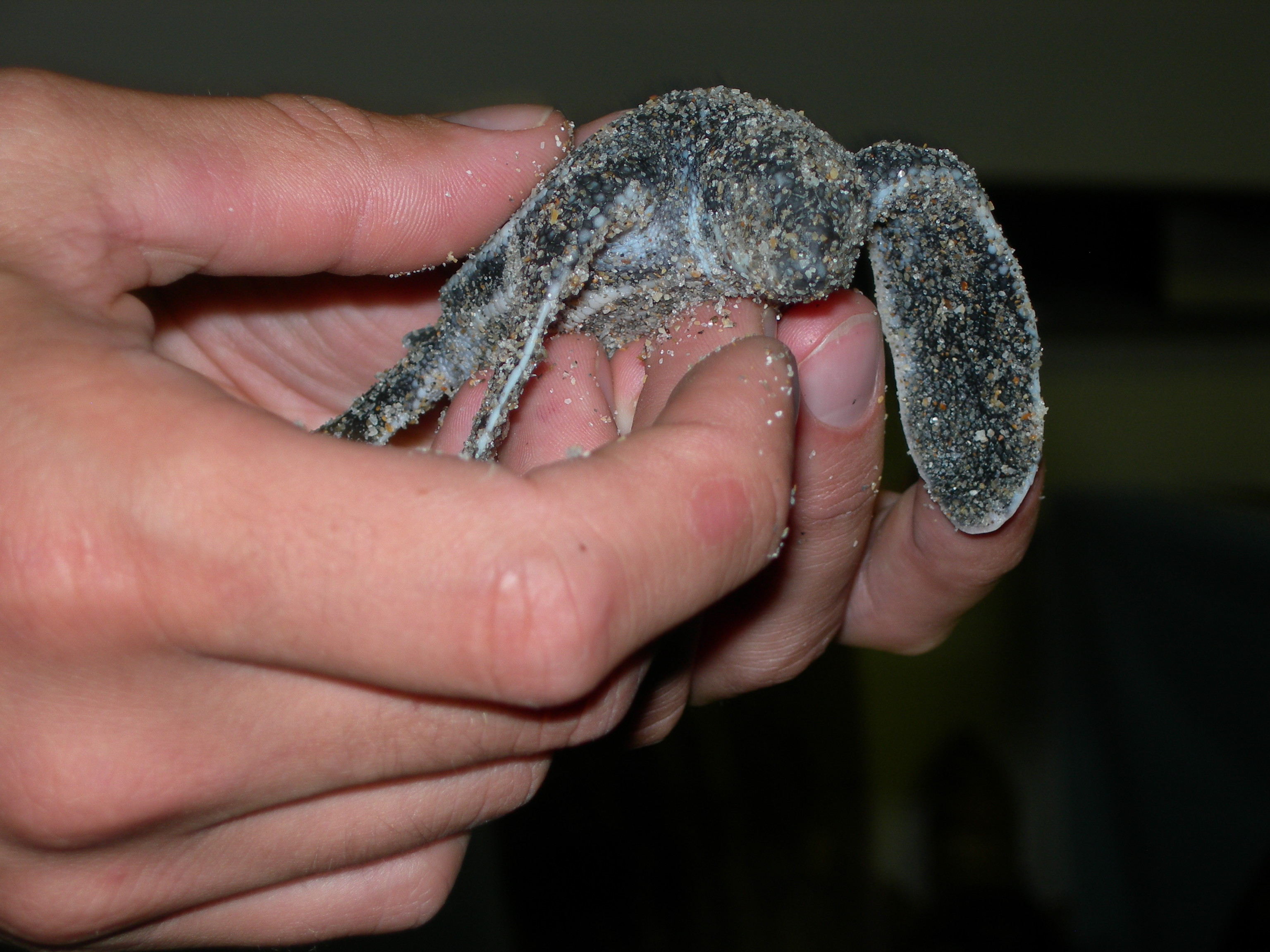
بچه لاک‌پشت